# Mahir Sahin
Mahir Sahin [ʃa.hɪn] (türkische Schreibung Şahin; * 1. November 1979 in Mazgirt) ist ein türkischer Fußballspieler und -trainer.

## Werdegang
Sahin begann beim VfR Germania Rüdesheim in Rüdesheim am Rhein mit dem Fußballspielen und schloss sich als C-Jugendlicher dem 1. FSV Mainz 05 an. Im Alter von 18 Jahren debütierte der Mittelfeldspieler in der Zweitligasaison 1998/99 unter Trainer Wolfgang Frank für die Mainzer und absolvierte in zwei Spielzeiten insgesamt 15 Zweitligaspiele (ein Tor). Nachdem Frank, der ihn gefördert hatte, den Verein im April 2000 verlassen hatte, kam Sahin nicht mehr zum Einsatz bei den Profis und spielte für die zweite Mannschaft des FSV in der Oberliga.
Im Sommer 2002 verließ er Mainz 05 und schloss sich für zwei Jahre dem türkischen Zweitligisten İzmirspor an. Im Jahre 2005 kehrte er nach Deutschland zurück und spielte für die Regional- und Oberligisten Hassia Bingen, Eintracht Bad Kreuznach, Borussia Neunkirchen und bis 2009 für Wormatia Worms. Mit der Wormatia gewann er 2009 den Südwestpokal. Seitdem ist er für unterklassige Vereine im Rheingau, in Mainz und in Wiesbaden als Spieler und Trainer tätig. Er betreibt seit 2015 in Mainz eine Fußballakademie und ist Gründer, Trainer und Vorsitzender des TalentSportVerein Mainz.
Von Ende Oktober 2019 bis Ende Januar 2020 war Sahin Interimstrainer des hessischen Kreisoberligisten FV Geisenheim.